# ایدو نهوشتان
ایدو نهوشتان (انگلیسی: Ido Nehoshtan؛ زادهٔ ۱۹۵۷) سیاست‌مدار و سرلشکر بازنشسته نیروهای دفاعی اسرائیل است، که در فاصله سال‌های ۲۰۰۸ تا ۲۰۱۲ به‌عنوان شانزدهمین فرمانده نیروی هوایی اسرائیل فعالیت می‌کرد.
نهوشتان فعالیت نظامی را از سال ۱۹۷۵ در سپاه مهندسی رزمی اسرائیل آغاز کرد، سپس به نیروی هوایی اسرائیل پیوست. وی از ۱۹۹۸ تا ۲۰۰۰ فرماندهی اسکادران ۱۴۰ را برعهده داشت، از ۲۰۰۰ تا ۲۰۰۲ فرمانده گروه اطلاعات هوایی اسرائیل بود، در فاصله سال‌های ۲۰۰۴ تا ۲۰۰۶ به‌عنوان رئیس ستاد نیروی هوایی فعالیت می‌کرد و از ۲۰۰۶ تا ۲۰۰۸ ریاست اداره برنامه‌ریزی ارتش اسرائیل را برعهده داشت.

## زندگی‌نامه
نهوشتان، پسر یاکوف نهوشتان، اصالتاً اهل بلغارستان و مقدونیه شمالی است. نهوشتان در سال ۱۹۷۵ در سپاه مهندسی رزمی اسرائیل به نیروهای دفاعی اسرائیل پیوست و پس از یک سال خدمت، برای دوره خلبانی نیروی هوایی اسرائیل انتخاب شد. تا سال ۱۹۷۹، او با یک هواپیمای ای-۴ پرواز می‌کرد و سپس در اسکادران ۱۰۷ برای پرواز با هواپیمای اف-۴ فانتوم دوباره آموزش دید.
نهوشتان در طول دوران حرفه‌ای خود، به عنوان مربی در مدرسه خلبانی، سپس به عنوان معاون فرمانده اسکادران ۲۵۳ (با درجه سرگرد) و فرمانده اسکادران ۱۴۰ (با درجه سرهنگ دوم) خدمت کرد.
در سال ۲۰۰۰، او به درجه سرتیپ ارتقا یافت و فرماندهی اطلاعات هوایی را بر عهده گرفت، از سال ۲۰۰۲ جانشین فرماندهی نیروی هوایی را بر عهده داشت و در سال ۲۰۰۴ رئیس ستاد نیروی هوایی شد.
در ۸ ژوئن ۲۰۰۶، او به ریاست اداره برنامه‌ریزی در ارتش اسرائیل منصوب شد و با موافقت امیر پرتز، وزیر دفاع، در پاسخ به درخواست دن حالوتس، رئیس ستاد ارتش، برای ابقای او در خدمت، به درجه سرلشکری ارتقا یافت. در ۱۵ فوریه ۲۰۰۸، ایهود باراک، وزیر دفاع، و گابی اشکنازی، رئیس ستاد ارتش، انتصاب نهوشتان را به فرماندهی نیروی هوایی به عنوان سرلشکر تأیید کردند. در ۴ آوریل ۲۰۰۸، پس از انتصاب به فرماندهی نیروی هوایی، امیر اشل به عنوان رئیس اداره برنامه‌ریزی جایگزین او شد. اشل چهار سال بعد جانشین نهوشتان به عنوان فرمانده نیروی هوایی شد.
در آوریل ۲۰۱۲، طی مراسمی در واشینگتن، نشان لژیون شایستگی توسط ژنرال نورتون شوارتز، فرمانده نیروی هوایی ایالات متحده، به او اعطا شد. نهوشتان همچنین با خلبانان آمریکایی که با جنگنده تهاجمی مشترک اف-۳۵ پرواز کرده بودند، ملاقات کرد و جلسات پروازی در شبیه‌ساز این هواپیما و همچنین با هواپیمای وی-۲۲ که نیروی هوایی اسرائیل در حال بررسی خرید آن به عنوان یک پلتفرم مکمل برای جستجو و نجات و عملیات مخفی در پشت خطوط دشمن بود، داشت.
در سپتامبر ۲۰۲۱، او به عنوان رئیس بوئینگ اسرائیل منصوب شد و جانشین دیوید ایوری شد.